# Scopula atomaria
Scopula atomaria är en fjärilsart som beskrevs av W. Warren 1897. Scopula atomaria ingår i släktet Scopula och familjen mätare. Inga underarter finns listade.